# 초강대국

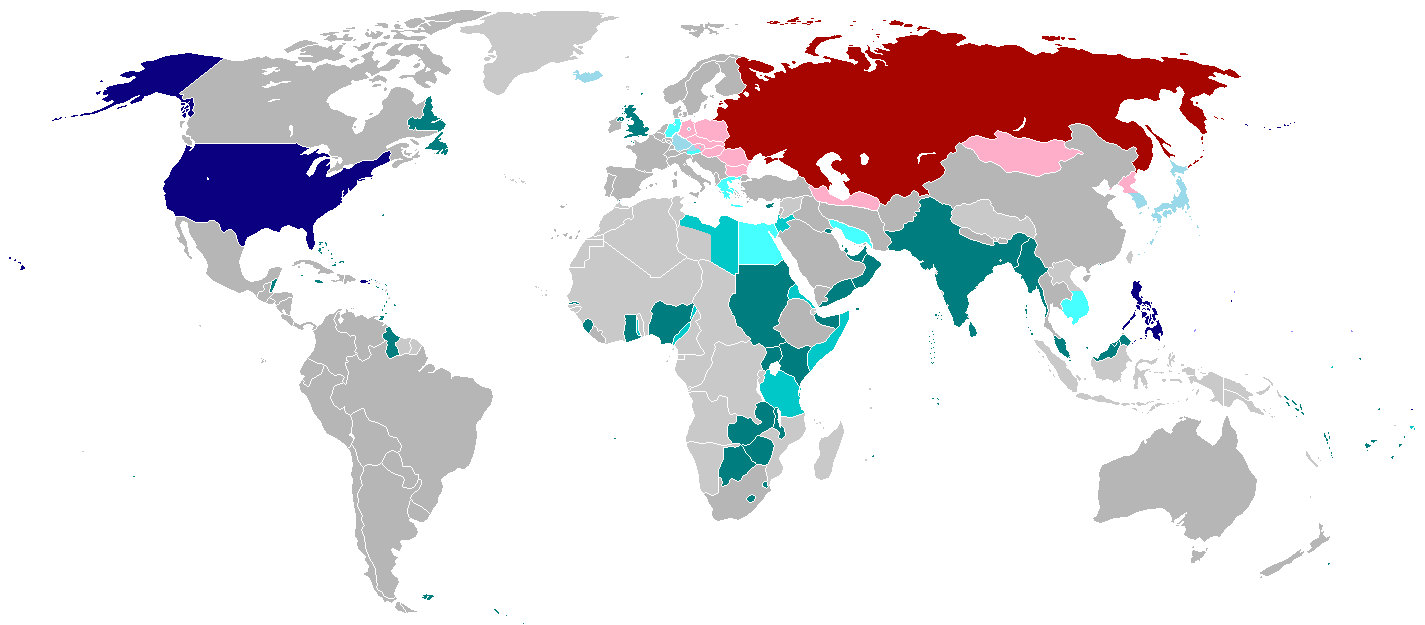
제2차 세계 대전 종전 직후의 초강대국, 미국과 소련, 대영제국

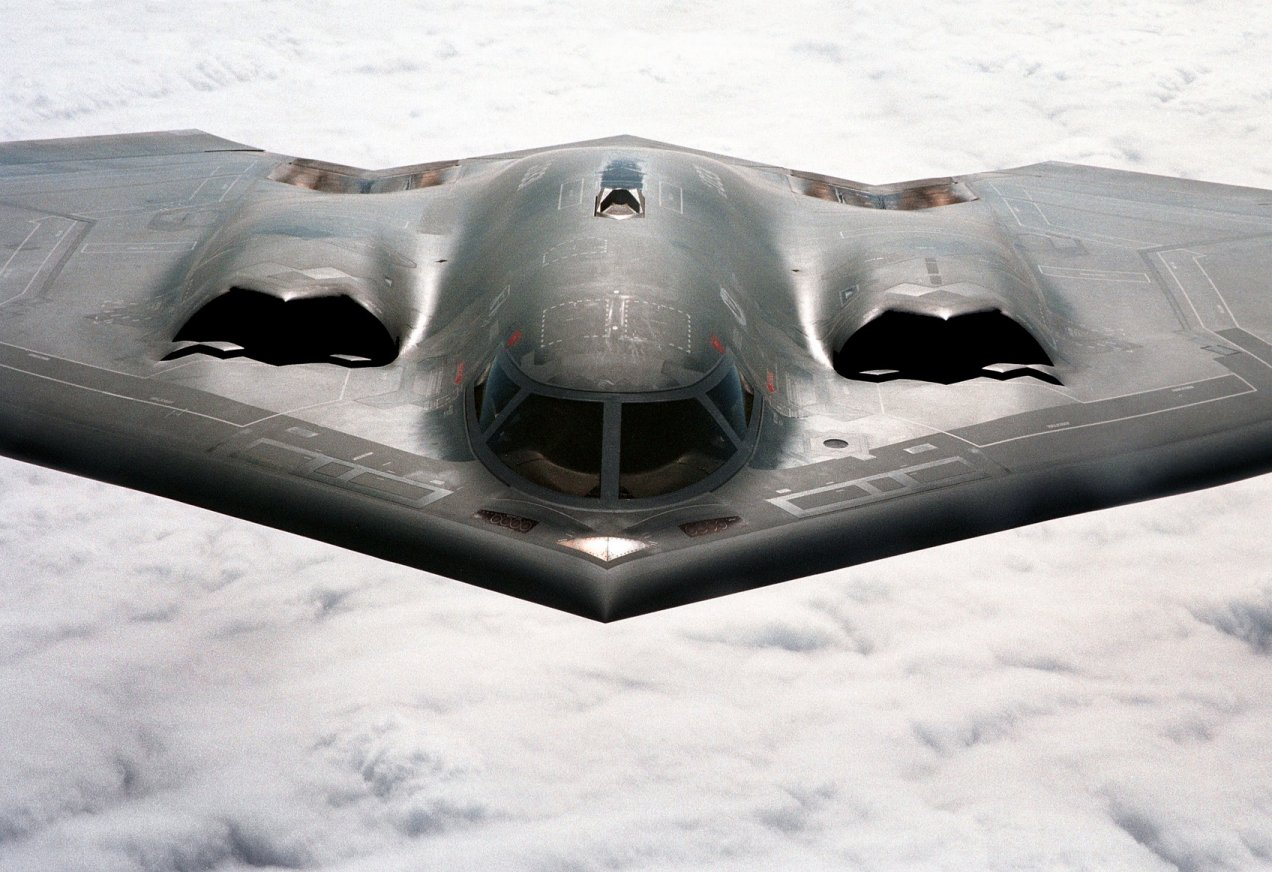
미국의 B-2 폭격기. 이러한 장비와 같이, 발전된 군사 기술은 초강대국의 상징인 범세계적 규모의 군사적인 영향력 행사를 가능케 했다.

초강대국(超强大國, 영어: superpower)은 군사적, 경제적인 힘과 전반적인 영향력이 다른 국가들에 비해 월등히 강한 나라이다. 정확한 개념이나 정의가 확립되지 않은 단어이지만 강한 군사력과 경제력을 가진 국가들을 뜻하는 단어이며 중국이나 일본에선 이들을 초대국(超大國)이라고도 하며, 보통 강대국보다 높은 등급의 국가들을 지칭한다.
초강대국의 영어 낱말 superpower는 1944년 미국, 소련, 대영제국을 가리키는 말로 처음 등장했다. 제2차 세계 대전 이후에는 대영제국이 빠지고 미국과 소련이라는 두 초강대국이 양립하는 양상이 되었다.
현재 대부분의 저널리스트와 학술 기관에서는 소련이 붕괴된 현재 미국만을 유일한 초강대국으로 여기고 있다. 이러한 미국의 독자적 위치를 설명하기 위해서 극초강대국(hyperpower)이라는 용어를 사용하기도 한다. 세계사 속에서는 고대의 페르시아 제국, 알렉산드로스 제국, 로마 제국, 14세기 몽골 제국, 16세기 에스파냐 제국, 19세기 초부터 제2차 세계대전 종전까지의 대영 제국, 그리고 냉전기의 미국과 소비에트 연방 같이 강대국을 넘어 전 세계적으로 자국의 목적과 의지를 관철하고 자국의 이익을 적극적으로 보호할 수 있는 능력을 가진 국가를 초강대국(超強大國)이라고 부르는 사람들도 있다. 하지만 어느 국가가 초강대국인지 명확한 정의는 없으며 초강대국을 정의한 고명한 학자 또한 존재하지 않는다. 고대 서아시아의 아시리아, 우마이야 칼리파국 같은 역대 이슬람 제국, 16세기의 오스만 제국, 17세기의 네덜란드 제국, 청나라 등이 초강대국의 지위까지는 아니더라도 거의 근접했다고 보는 사람들도 있지만 이것은 학자들이 명확히 밝힌 것도 아니며 이 또한 수치로서 정확한 통계가 존재하는 것이 아니라 상상력에 그치는 이야기이다.

## 초강대국 후보

과거의 또다른 초강대국

- 소비에트 사회주의 공화국 연방

### 인도 공화국🇮🇳
인도는 현재 구매력 평가 GDP 기준 세계 4위, 국가별 명목 국내총생산 순위에서 6위의 경제 규모(약 3조 500억 달러)를 가지고 있으며 연 6%의 고성장을 기록하고 있다. 세계 7위의 넓은 국토 면적과 세계 1위 14억의 인구를 보유하고 있으며 그중 고급 인력(특히 서비스와 IT 분야)과 많은 청년 인구의 분포가 많다. 주요 산업 성장률에서 세계 2위를 기록하고 있는 등 신흥 초강대국으로 성장할 가능성을 보여주고 있다. 또한 인도는 세계 4위 규모의 군사력과 120~130기의 핵무기를 보유하고 있으며 자유민주주의 제도 역시 느리지만 꾸준하게 발전해 오고 있다. 

### 유럽 연합🇪🇺
유럽 연합은 국가는 아니지만 회원국 간의 공통 화폐와 경제 제도 그리고 정치 체제를 갖추고 있으며, 세계 3위 수준의 경제규모와 약 4억 6000만 명의 인구를 보유하는 큰 연합으로, 1993년 유럽 공동체를 유럽 연합으로 바꾸면서 탄생하였다. 유럽 연합은 주로 독일, 프랑스, 벨기에, 룩셈부르크 영향력이 강한데, 특히 독일이 사실상 수장국으로서 경제적으로 가장 강력한 영향력을 행사하며, 프랑스도 유럽 내 국제정치적으로 굉장한 영향력을 행사한다. 일부 동유럽 회원국들을 제외하면 모두 정치와 경제가 안정된 나라들이다. 그러나 2010년대 이후 유럽 연합의 경제규모(약 17조 달러)는 미국의 경제규모(약 23조 달러)를 상회하지 못한다.

## 같이 보기
- 강대국
- 미국